# Obsese
Obsese (z lat. ob-sessio, posedlost) je v psychologii označení pro vtíravé (obsedantní) myšlenky, nápady, nebo nutkání k jednání. Může se objevit po celé řadě „spouštěcích podnětů“, např.: při podání ruky s cizí osobou, po zamčení bytu apod. Obsedantní pocity (např. hudební obsese, kdy se stále vtírá určitá melodie) se projevují náhle a nezávisle na vůli postiženého, který se jim často nedokáže bránit.
Kompulze zmírňuje nepříjemný pocit, který byl navozen obsesí. Při kompulzi jde o nutkavé chování (nebo myšlenkový pochod), které pod vlivem obsese člověk trpící OCD vykonává, i když si to často uvědomuje, že jde o nesmyslnou nebo nadměrnou činnost. Nepříjemné pocity nezmizí, dokud toto chování, tento rituál neuskuteční. Kompulzivní chování může být „nápravné“ (jako např. umývání) a ujišťující (jako kontrolování, ujišťování se u okolí apod.).

## Možné příčiny a léčba
- Biochemická hypotéza:

Příčina: porucha v regulaci serotoninu v mozku
Léčba: antidepresiva SSRI, Klomipramin (Anafranil)
- Psychoanalýza, psychodynamika:

Psychoanalytik nemůže obvykle sdělit jednotnou hypotézu o této nemoci, je výsledkem zažité minulosti pacienta. Obsese plní nějaký obranný úkol, nebo se stala řešením přání.
Onemocnění je formováno anální vývojovou fází.